# Facultad de Medicina Veterinaria y Zootecnia (UNAL Bogotá)
La facultad de Medicina Veterinaria y de Zootecnia de la Universidad Nacional de Colombia de la sede Bogotá es una unidad académica de este centro educativo creada en 1885.    

## Clínicas
- Grandes Animales
- Pequeños Animales
- Reproducción
- Unidad Silvestre

## Programas académicos

### Pregrado
- Medicina Veterinaria
- Zootecnia

### Posgrado
- Especialización en Anatomopatología Veterinaria
- Maestría en Salud Animal o Producción Animal
- Doctorado en Ciencias de la salud o Producción Animal